# Martin-Gropius-Bau
Martin-Gropius-Bau, con anterioridad conocido con el nombre de Kunstgewerbemuseum Berlin, es un espacio expositivo en Berlín, en la zona de Kreuzberg, que alberga importantes exposiciones temporales durante todo el año. El edificio se encuentra en la Niederkirchnerstraße, número 7.